# (9994) Grotius
(9994) Grotius ist ein Asteroid des mittleren Hauptgürtels. Er wurde am 24. September 1960 von dem niederländischen Astronomenehepaar Cornelis Johannes van Houten und Ingrid van Houten-Groeneveld entdeckt. Die Entdeckung geschah im Rahmen des Palomar-Leiden-Surveys, bei dem von Tom Gehrels mit dem 120-cm-Oschin-Schmidt-Teleskop des Palomar-Observatoriums aufgenommene Feldplatten an der Universität Leiden durchmustert wurden.
Der mittlere Durchmesser des Asteroiden wurde mit 3,746 (±0,146) km berechnet, die Albedo mit 0,263 (±0,040). Die Rotationsperiode von (9994) Grotius wurde 2009 und 2020 von Brian D. Warner und 2015 von Adam Waszczak, Chan-Kao Chang, Eran Ofek et al. untersucht. Die Lichtkurven reichten jedoch nicht zu einer Bestimmung aus.
Der Asteroid gehört laut AstDyS-2-Datenbank zur Innes-Familie, einer nach (1658) Innes benannten Asteroidenfamilie. Der italienische Astronom Vincenzo Zappalà hatte unter Zuhilfenahme einer hierarchischen Clusteranalyse in einer Publikation von 1995 (et al.) eine Zugehörigkeit des Asteroiden zur Rafita-Familie hochgerechnet, einer nach (1644) Rafita benannten Gruppe von Asteroiden.
Die zeitlosen (nichtoskulierenden) Bahnelemente von (9994) Grotius sind fast identisch mit denjenigen von sieben kleineren, wenn man von der Absoluten Helligkeit von 15,14, 15,06, 15,03, 15,49, 16,26, 16,83 und 17,10 gegenüber 14,39 ausgeht, Asteroiden: (11816) Vasile, (57251) 2001 QO96, (61379) 2000 PG29, (142730) 2002 TN284, (221371) 2005 XU, (319714) 2006 UP48 und (371639) 2007 BW17.
(9994) Grotius wurde am 11. November 2000 nach dem niederländischen Philosophen und Rechtsgelehrten Hugo Grotius (1583–1645) benannt. In der Widmung erwähnt werden seine Werke Mare Liberum von 1609 und De Jure Belli ac Pacis von 1625.